# The Meteors
The Meteors – angielski zespół muzyczny powstały w 1980 roku w Londynie, twórcy psychobilly.

## Dyskografia

### Albumy
- (1981) In Heaven
- (1983) Wreckin’ Crew
- (1984) Stampede
- (1985) The Curse Of The Mutants
- (1985) Monkey’s Breath
- (1986) Teenagers From Outer Space
- (1986) Sewertime Blues
- (1987) Don’t Touch The Bang Bang Fruit
- (1988) Only The Meteors Are Pure Psychobilly
- (1988) The Mutant Monkey And The Surfers From Zorch
- (1989) Undead, Unfriendly And Unstoppable
- (1991) Bad Moon Rising
- (1991) Madman Roll
- (1992) Demonopoly
- (1994) No Surrender (CD)
- (1995) Corpse Grinder
- (1995) Mental Instrumentals (CD)
- (1997) Bastard Sons Of A Rock’n’Roll Devil
- (1997) From Zorch with Love
- (1999) John Peel Sessions 1983–1985 (CD)
- (1999) The Meteors vs. The World
- (2001) Psycho Down!
- (2003) Psychobilly
- (2004) These Evil Things
- (2004) The Lost Album (CD)
- (2007) Hymns for the Hellbound
- (2008) HellTrain Rollin'